# Adam Driver
Adam Douglas Driver (sinh ngày 19 tháng 11 năm 1983) là một nam diễn viên người Mỹ. Anh được biết đến qua vai Adam Sackler loạt phim truyền hình Girls (đài HBO, từ năm 2012–2017).

## Danh sách phim

### Điệnảnh
| Năm  | Tên                              | Vai                |
| 2015 | Star Wars: The Force Awaken      | Kylo Ren /Ben Solo |
| 2017 | Star Wars: The Last Jedi         | Kylo Ren /Ben Solo |
| 2019 | Star Wars: The Rise Of Skywalker | Kylo Ren /Ben Solo |
| 2019 | Marriage story                   | Charlie BarBer     |
| 2023 | 65                               | Mills              |

### Truyền hình
| Năm       | Tên                               | Vai              | Ghi chú                            |
| --------- | --------------------------------- | ---------------- | ---------------------------------- |
| 2009      | The Unusuals                      | Will Slansky     | Tập: "The E.I.D."                  |
| 2010      | Law & Order                       | Robby Vickery    | Tập: "Brilliant Disguise"          |
| 2010      | You Don't Know Jack               | Glen Stetson     |                                    |
| 2010      | The Wonderful Maladys             | Zed              |                                    |
| 2012      | Law & Order: Special Victims Unit | Jason Roberts    | Tập: "Theatre Tricks"              |
| 2012–2017 | Girls                             | Adam Sackler     |                                    |
| 2015      | The Simpsons                      |                  | Tập: "Every Man's Dream"           |
| 2016      | Saturday Night Live               | Dẫn chương trình | Tập: "Adam Driver/Chris Stapleton" |
| 2017      | Bob's Burgers                     |                  |                                    |